# Paul Daumont
Paul Daumont, né le 1er septembre 1999 à Bangui, est un coureur cycliste burkinabé.

## Biographie
Paul Daumont naît le 1er septembre 1999 à Bangui, capitale de la République centrafricaine. Son père est français. Il passe une année scolaire en France pour faire une première scientifique au lycée Jeanne-d'Arc d'Argentat en 2015.
Il commence à se consacrer au cyclisme en 2017, à dix-sept ou dix-huit ans. En 2018, il se fait remarquer au mois de février en terminant septième du Tour de l'Espoir, manche inaugurale de la Coupe des Nations U23. Il part ensuite s'entraîner au Centre mondial du cyclisme à Aigle, en Suisse. En septembre, il représente son pays lors des championnats du monde,. Il conclut sa saison sur le Tour du Faso, où il se classe septième du classement général.
En 2019, il devient champion du Burkina Faso espoirs et remporte notamment le Tour de Côte d'Ivoire. Il obtient par ailleurs la médaille de bronze au championnat d'Afrique sur route espoirs.
En juillet 2021, il participe à l'épreuve en ligne des Jeux olympiques de Tokyo, où il est membre de l'échappée du jour. Mais il ne finit pas la course.

## Palmarès et résultats

### Par année
- 2017
  - Grand Prix CNOSB[8]
- 2018
  - 2e du championnat du Burkina Faso sur route espoirs
- 2019
  -  Champion du Burkina Faso sur route espoirs
  - 3e étape du Tour du Togo
  - Grand Prix du Président de la FBC
  - Tour de Côte d'Ivoire :
    - Classement général
    - 1re et 3e (contre-la-montre) étapes

  - Grand Prix du FNDS[9]
  - 2e du Tour du Togo
  - 2e du championnat du Burkina Faso sur route
  -  Médaillé de bronze du championnat d'Afrique sur route espoirs
- 2020
  - Grand Prix 14
  - 2e et ̼5e étapes du Grand Prix Chantal Biya
- 2021
  -  Champion du Burkina Faso sur route
  -  Champion du Burkina Faso sur route espoirs
  - 2e et 5e étapes du Tour du Mali
  - Tour du Bénin :
    - Classement général
    - 1re, 2e, 3e et 6e étapes

  - 2e et 8e étapes du Tour du Cameroun
  - GP Cham-Hagendorn
  -  Médaillé d'argent du championnat d'Afrique du contre-la-montre espoirs
- 2022
  - Grand Prix 14
  - Grand Prix Dafani
  - 1re, 3e et 4e étapes du Tour de Côte d'Ivoire
  - Grand Prix d'Abidjan
  - 2e du Tour de Côte d'Ivoire
- 2023
  -  Champion du Burkina Faso sur route
  - Tour du Faso : 
    - Classement général
    - 1re, 2e, 5e, 6e et 8e étapes

  - 9e du championnat d'Afrique sur route
- 2024
  -  Champion du Burkina Faso sur route
  - 1re épreuve du Grand Prix du Conseil Départemental des Îles de Guadeloupe
  - 3e étape de la Coupe Frédéric Jalton
  - 2e étape du Tour de Marie-Galante
- 2025
  - 4e et 6e épreuves des Six Jours du Crédit Agricole
  - 2e étape du Grand Prix de l'USL
  - 7e et 9e étapes du Tour de la Guadeloupe
  - 3e des Six Jours du Crédit Agricole
  - 3e du Grand Prix de l'USL

### Classements mondiaux
| Année                                 | 2018  | 2019 | 2020 | 2021 | 2022  | 2023 | 2024  |
| ------------------------------------- | ----- | ---- | ---- | ---- | ----- | ---- | ----- |
| Classement mondial                    | 1894e | 841e | nc   | 544e | 1100e | 589e | 1130e |
| UCI Africa Tour                       | 128e  | 44e  | nc   | 19e  | 56e   | 27e  | nc    |
|                                       |       |      |      |      |       |      |       |
| Légende : nc = non classéSource : UCI |       |      |      |      |       |      |       |